# Bofa Securities
Bofa Securities, Inc., av företaget skrivet BofA Securities; tidigare Bank of America Merrill Lynch, är en amerikansk investmentbank som är dels både mäklare och handlare av bland annat obligationer, optioner, skulder, swaps, terminskontrakt, värdepapper samt andra finansiella instrument. Dels både förmedlar och handlar på aktie- och råvarubörser. Investmentbanken ägs av bankkoncernen Bank of America.
Huvudkontoret är placerat i skyskrapan Bank of America Tower (One Bryant Park) på Manhattan i New York i New York.

## Historik
Investmentbanken härrör från finanskrisen 2007–2008 när Lehman Brothers föll omkull och Merrill Lynch hade stor risk att göra detsamma. Bank of America kom dock till undsättning för Merrill Lynch och köpte investmentbanken för omkring 50 miljarder amerikanska dollar den 1 januari 2009. I september samma år beslutade Bank of America att placera sina företags- och investmentbanktjänster inklusive Merrill Lynchs verksamheter under ett och samma varumärke med namnet Bank of America Merrill Lynch. I april 2011 blev allt fusionerat till en enda avdelning inom Bank of America. Den 1 september 2015 blev det ett dotterbolag och registrerad i Delaware. Den 25 februari 2019 fick dotterbolaget sitt nuvarande namn.